# Carvoeira (Torres Vedras)
Carvoeira é uma povoação portuguesa do Município de Torres Vedras que foi sede da extinta Freguesia de Carvoeira, freguesia que tinha 14,23 km² de área e 1 534 habitantes (2016), e, por isso, uma densidade populacional de 107,8 hab/km².
A Freguesia de Carvoeira foi extinta (agregada) pela reorganização administrativa de 2012/2013, sendo o seu território integrado na União das Freguesias de Carvoeira e Carmões.

## População
| População da freguesia de Carvoeira | População da freguesia de Carvoeira | População da freguesia de Carvoeira | População da freguesia de Carvoeira | População da freguesia de Carvoeira | População da freguesia de Carvoeira | População da freguesia de Carvoeira | População da freguesia de Carvoeira | População da freguesia de Carvoeira | População da freguesia de Carvoeira | População da freguesia de Carvoeira | População da freguesia de Carvoeira | População da freguesia de Carvoeira | População da freguesia de Carvoeira | População da freguesia de Carvoeira | População da freguesia de Carvoeira |
| ----------------------------------- | ----------------------------------- | ----------------------------------- | ----------------------------------- | ----------------------------------- | ----------------------------------- | ----------------------------------- | ----------------------------------- | ----------------------------------- | ----------------------------------- | ----------------------------------- | ----------------------------------- | ----------------------------------- | ----------------------------------- | ----------------------------------- | ----------------------------------- |
| 1864                                | 1878                                | 1890                                | 1900                                | 1911                                | 1920                                | 1930                                | 1940                                | 1950                                | 1960                                | 1970                                | 1981                                | 1991                                | 2001                                | 2011                                | 2016                                |
| 1 511                               | 1 739                               | 1 844                               | 1 945                               | 2 095                               | 2 122                               | 2 253                               | 2 352                               | 2 443                               | 2 306                               | 1 834                               | 1 947                               | 1 675                               | 1 610                               | 1 583                               | 1 534                               |

1. ↑  Instituto Geográfico Português, Carta Administrativa Oficial de Portugal (CAOP), versão 2012.1
2. ↑  INE (2012) – "Censos 2011 (Dados Definitivos)", "Quadros de apuramento por freguesia" (tabelas anexas ao documento).
3. ↑  Diário da República, 1.ª Série, n.º 19, Reorganização administrativa do território das freguesias, Lei n.º 11-A/2013, de 28 de janeiro, Anexo I. Acedido a 19/07/2013.
4. ↑  http://mapas.ine.pt/map.phtml